# Слів Блум
53°06′00″ пн. ш. 7°34′00″ зх. д. / 53.1° пн. ш. 7.5666666666667° зх. д.
Слів Блум (ірл. Sliabh Bladhma — вогняна гора, англ. Slieve Bloom Mountains) — невисокі гори в центральній частині Ірландії, які розділяють графства Оффалі та Ліїш. У горах знаходиться природний заповідник, у якому чимало популярних піших маршрутів. Найвища точка — гора Ардерін (ірл. Ard Éireann — висота Ірландії), що здіймається на 527 метрів (1733 фути).
У лісах на Слів Блум виховувався Фінн Мак Кумал, легендарний герой кельтських міфів.